# Nils Edén
Nils Edén (Piteå, 25 de Agosto de 1871 — Estocolmo, 16 de Junho de 1945) foi um historiador e político sueco. Ocupou o lugar de primeiro-ministro da Suécia de 19 de Outubro de 1917 a 10 de Março de 1920.